# Ohne Kohle
Das Ohne Kohle Festival war ein jährlich in Wien stattfindendes Filmfestival. Die Aktivitäten sind seit der Planung des sechsten Festivals im Jahr 2009 ausgesetzt (Stand 25. Dezember 2009).
Es widmet sich, wenn auch nicht ausschließlich, staatlich ungeförderten bzw. wenig geförderten Independent-Filmen und -Videos und sucht nach inhaltlicher und technischer Innovation in der heimischen Filmszene. Ohne Kohle will zeigen, dass der erst einmal entstehende Eindruck einer finanziellen Hürde mit leicht zugänglicher Technik und eigenständigem Umsetzungskonzept überwunden werden kann. Die Originalität des Films soll gegenüber der Herstellungstechnik (35-mm-Film oder billiges Video) im Vordergrund stehen.

## Geschichte
Das Festival findet seit 2004 jährlich statt und versteht "Ohne Kohle" auch inhaltlich, als sozialen Auftrag. Deswegen gibt es immer ein Sonderthema zu sozialen Fragen, wo auch kommerzielle bzw. maßgeblich geförderte Werke gezeigt werden.
2004 war das Sonderthema Armut, 2005 war es Menschenrechte / Menschenwürde und 2006 Globalisierung. Alle Einnahmen gehen an eine karitative Organisation, die zum Thema passt: 2004 war es die Caritas, 2005 Amnesty International und 2006 der Verein Projektgruppe Integrationshaus.
Dank internationaler Partnerschaften war die Anzahl der Filmeinreichungen 2004/2005 für ein junges Festival sehr hoch: 2004 waren es über 1000 Filme/Videos, 2005 wurde diese Zahl noch um etwa ein Drittel erhöht.
Es werden wie bei fast allen Filmfestivals im deutschsprachigen Raum keine Einreichgebühren erhoben und jeder Einreicher kann an einem ausgiebigen Workshopangebot teilweise kostenlos teilnehmen.
Bis 2005 wurde das Festival zusammen mit internationalen Partnern organisiert. Durch interne Streitigkeiten wurde diese Zusammenarbeit jedoch beendet. Seit 2006 liegt der Schwerpunkt notgedrungen auf regionalen Einreichungen, österreichischen Filmen.

## Preise

### 2004
In den Kategorien Kurzfilm und Medienkunst wurden jeweils an mehrere Preisträger von einer Jury die Goldene Kohle sowie Förderpreise verliehen.
| Kategorie   | Film                    | Regie                            | Land / Jahr |
| ----------- | ----------------------- | -------------------------------- | ----------- |
| Kurzfilm    | Doch wenn es Abend wird | Jasmina Hajdany                  | A 2003      |
| Kurzfilm    | Corp La Corp            | Radu Jude                        | RO 2003     |
| Kurzfilm    | Die Sieben Raaben       | Ralph Etter                      | CH 2004     |
| Kurzfilm    | ...eventuell            | Nick Bötticher, Severin Groebner | A 2003      |
| Kurzfilm    | In Gedanken             | Alexandra Wedenig                | A 2003      |
| Kurzfilm    | Hotline                 | Juan Carlos Recalde              | A 2003      |
| Medienkunst | W(ä)ahrung              | Emre Tuncer                      | A 2004      |
| Medienkunst | Consumer                | Georg Novotny                    | A 2003      |

### 2005
In verschiedenen Kategorien wurden von einer Jury die Goldene Kohle sowie Förderpreise verliehen.
Im folgenden Überblick sind nur die Erstplatzierten der jeweiligen Kategorien angeführt, außer beim Themenwettbewerb Menschenrechte / Menschenwürde wurden auch zweite und dritte Plätze vergeben.
| Kategorie                      | Film                           | Regie                              | Land |
| ------------------------------ | ------------------------------ | ---------------------------------- | ---- |
| Menschenrechte / Menschenwürde | Walking in the line            | Jeremy Levine, Landon Van Soest    | USA  |
| Narrativer Kurzfilm            | Initiation                     | Pununnab                           | RUS  |
| Experimentalfilm               | Sicherheitsalarm               | Björn Kämmerer, Karoline Meiberger | D/A  |
| Animation                      | Kernseif                       | Alexander Kiesel, Sebastian Stolle | D    |
| Dokumentation                  | Drei Cents                     | Ulli Gladik                        | A/BG |
| Longplayer                     | Wochenende für Inländerfreunde | Gregor Erler                       | D    |

### 2006
In verschiedenen Kategorien wurden von einer Jury die Goldene Kohle sowie Förderpreise verliehen.
Im folgenden Überblick sind nur die Erstplatzierten der jeweiligen Kategorien angeführt, es wurden auch zweite und dritte Plätze vergeben.
| Kategorie              | Film           | Regie                         | Land / Jahr |
| ---------------------- | -------------- | ----------------------------- | ----------- |
| Musikvideo             | Eddie Irvine   | Günther Kirchner, Mike Jöbstl | A 2004      |
| Globalisierung         | Die Suppenwelt | Alexandra Hardorf             | D 2005      |
| Kurzfilm International | Zieloy         | Lukas Zal, Jedrzej Baczyk     | PL 2005     |
| Animation 1            | POP            | Adrian Kukal                  | CZ 2005     |
| Best of Doku           | Two Hands      | Fabio Wuytack                 | B 2004      |
| Animation 2            | Kopflastig     | Martin Busker                 | D 2005      |
| Best of Austria        | Maria          | Dietmar Zahn, Wolfgang Bauer  | A 2005      |